# Ioan Nagy
| Informatii personale                                                                             | Informatii personale         | Informatii personale         | Informatii personale         |
| ------------------------------------------------------------------------------------------------ | ---------------------------- | ---------------------------- | ---------------------------- |
| Data de nastere                                                                                  | 8 noiembrie 1954 (67 de ani) | 8 noiembrie 1954 (67 de ani) | 8 noiembrie 1954 (67 de ani) |
| Locul nașterii                                                                                   | Corvinești, România          | Corvinești, România          | Corvinești, România          |
| Poziție(e)                                                                                       | Centru spate                 | Centru spate                 | Centru spate                 |
| Cariera senior*                                                                                  |                              |                              |                              |
| Ani                                                                                              | Echipă                       | Aplicații                    | ( Gls )                      |
| 1972–1990                                                                                        | FCM Brașov                   | 403                          | (9)                          |
| Echipe gestionate                                                                                |                              |                              |                              |
| 1990–1991                                                                                        | FC Brașov                    | FC Brașov                    | FC Brașov                    |
| 1994                                                                                             | FC Brașov                    | FC Brașov                    | FC Brașov                    |
| 2020–                                                                                            | SR Brașov (director tehnic)  | SR Brașov (director tehnic)  | SR Brașov (director tehnic)  |
| * Aparițiile și golurile la club de seniori sunt luate în considerare doar pentru liga națională |                              |                              |                              |

Ioan Nagy (cunoscut și sub numele de Ioan Naghi ; născut la 8 noiembrie 1954) este un fost fundaș de fotbal român . 
A debutat ca jucător în tricoul galben-negru alături de titani precum Pescaru, Adamache sau Gyorffy, pentru ca de-a lungul anilor să devină el însuși unul dintre „marii” Steagului. A rămas fidel echipei și după retrogradarea din 1975, fiind unul din oamenii de bază ai senzaționalei campanii din ediția 1979 a Cupei României, când marchează un gol în optimi contra Slatinei și transformă penalty-ul decisiv în sferturi contra Craiovei. Revine en-fanfare, în 1980, în prima ligă și primește banderola de căpitan după retragerea lui Pescaru, postură din care ajunge cu echipa a pentru a doua oară în cariera sa în semifinalele Cupei (1987). Se retrage peste 3 ani, la finalul sezonului în care s-a ratat calificarea pentru cupele europene.

## Onoruri
FCM Brașov
- Divizia B : 1979–80 , 1983–84